# D-アラビトールリン酸デヒドロゲナーゼ
D-アラビトールリン酸デヒドロゲナーゼ(D-arabitol-phosphate dehydrogenase)は、次の化学反応を触媒する酵素である。
D-アラビトール-1-リン酸 + NAD+ {\displaystyle \rightleftharpoons } D-キシルロース-5-リン酸 + NADH + H+
この酵素の基質はD-アラビトール-1-リン酸とNAD+で、生成物はD-キシルロース-5-リン酸、NADHとH+である。
この酵素は酸化還元酵素に属し、NAD+またはNADP+を受容体として供与体であるCH-OH基に特異的に作用する。組織名はD-arabitol-phosphate:NAD+ oxidoreductase で、別名にAPDH、D-arabitol 1-phosphate dehydrogenase、D-arabitol 5-phosphate dehydrogenase がある。